# Noah Lyles
Pour les articles homonymes, voir Lyles.
Noah Lyles, né le 18 juillet 1997 à Gainesville en Floride, est un athlète américain, spécialiste des épreuves de sprint.
Il est sacré champion du monde du 200 m en 2019 à Doha et en 2022 à Eugene où il devient le 21 juillet 2022 le troisième meilleur performeur de tous les temps sur la distance, avec un temps de 19 s 31. Aux Jeux olympiques de Tokyo en 2021, il remporte la médaille de bronze sur 200 m.
Huit ans après le dernier doublé 100 m - 200 m d’Usain Bolt aux Mondiaux, il réalise à son tour cet exploit en 9 s 83 sur 100 m et 19 s 52 sur 200 m lors  des championnats du monde de Budapest 2023.
Il est sacré champion olympique de l'épreuve reine le 4 août 2024 à Paris avec un temps de 9 s 79.

## Biographie
Il est le fils de Kevin Lyles, champion du monde 1995 du relais 4 x 400 m, et de Keisha Bishop, ancienne sprinteuse. Il est le frère ainé de Josephus Lyles.
Il remporte le titre du 200 m des Jeux olympiques de la jeunesse de 2014.
Il bat ses records personnels à Eugene les 26 et 27 juin 2015, en 10 s 14 sur 100 m et en 20 s 18 sur 200 m. Lors des championnats panaméricains juniors à Edmonton, il remporte la médaille d'or sur 200 m et la médaille d'argent sur 100 m.
Champion des États-Unis junior du 100 m en juin 2016 dans le temps de 10 s 08 (+ 2,2 m/s), il se classe quatrième du 200 m des sélections olympiques américaines, en juillet à Eugene. Il établit à cette occasion un nouveau record d'Amérique du Nord, d'Amérique centrale et des Caraïbes junior du 200 m en se classant quatrième de l'épreuve en 20 s 09, derrière Justin Gatlin, LaShawn Merritt et Ameer Webb. Il participe aux championnats du monde juniors 2016 à Kazan, en Russie, où il remporte la médaille d'or du 100 m et du relais 4 × 100 m.

### Victoires en Ligue de diamant (2017-2018)

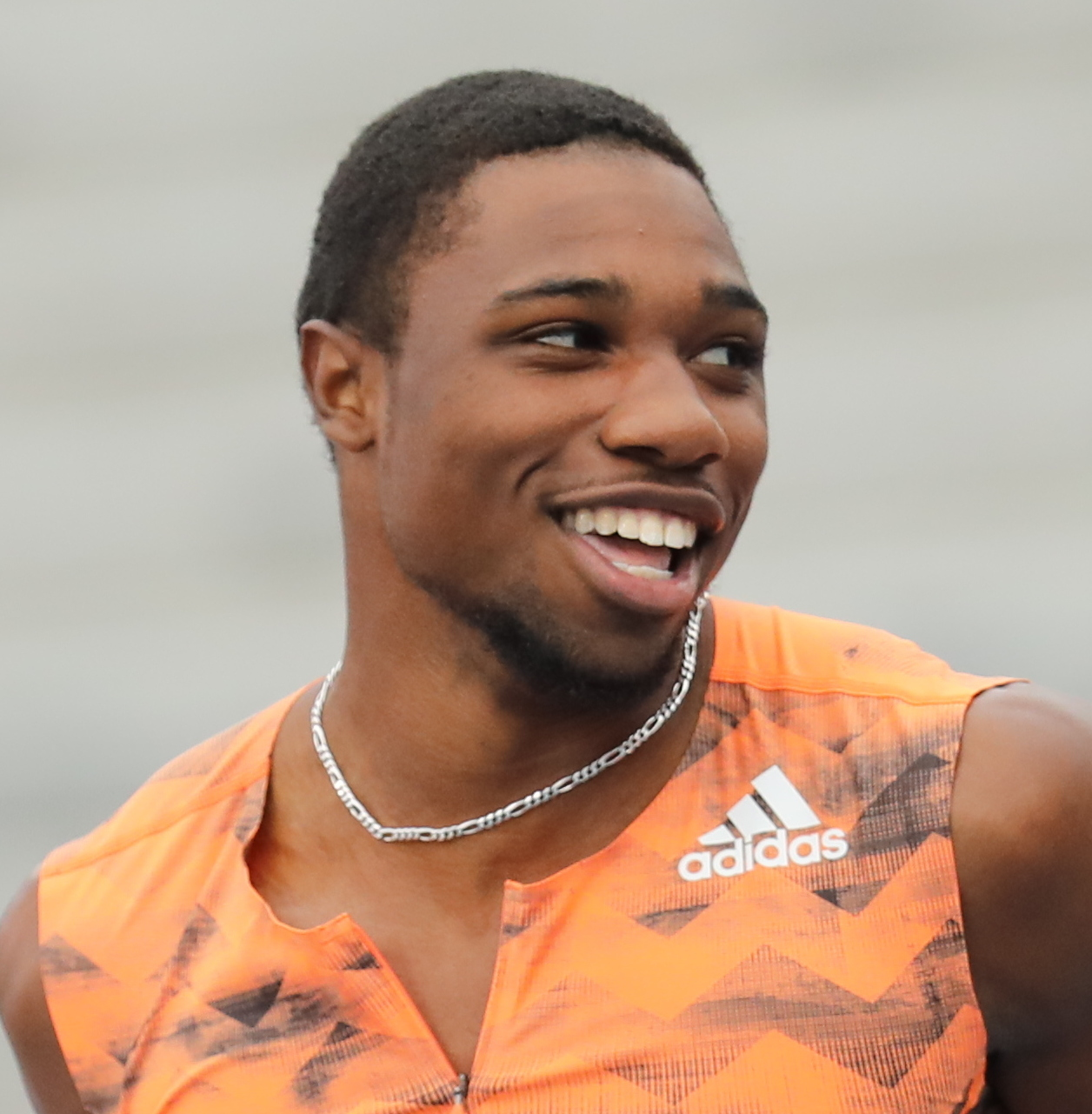
Noah Lyles lors des Championnats des États-Unis d'athlétisme 2018 où il remporte le titre du 100 m.

Médaillé d'argent du 4 × 200 m lors des relais mondiaux 2017 à Nassau, il se distingue en mai 2017 au cours du meeting Ligue de diamant du Shanghai Golden Grand Prix en descendant pour la première fois de sa carrière sous les vingt secondes sur 200 m, en 19 s 90 (- 0,4 m/s). Victime d'une blessure aux ischio-jambiers lors des demi-finales des championnats des États-Unis, il ne participe pas aux championnats du monde, à Londres. De retour sur les pistes début septembre 2017 à l'occasion du Mémorial Van Damme de Bruxelles, il s'impose dans l'épreuve du 200 m dans le temps de 20 s 00, un centième de seconde devant son compatriote Ameer Webb. Il remporte ainsi le trophée de la Ligue de diamant 2017.
Noal Lyles commence la saison 2018 par un 100 m à Gainesville, qu'il remporte dans le super temps de 9 s 86. Néanmoins, celui-ci est trop venté (+ 4,1 m/s) et ne peut être homologué. Sa rentrée internationale a lieu lors de la première étape de la ligue de diamant 2018, lors du Meeting de Doha, où il s'impose dans le temps de 19 s 83 (+ 1,3 m/s) sur 200 m, son nouveau record personnel. Il confirme cette superbe performance lors de la troisième étape, à Eugene le 25 mai, en 19 s 69 (+ 2,0 m/s), égalant ainsi la meilleure performance mondiale de l'année du Sud-Africain Clarence Munyai, mais devenant surtout le 10e meilleur performeur de l'histoire de la distance.
Le 9 juin 2018, lors du meeting de Kingston, en Jamaïque, Lyles améliore son record personnel sur la distance reine en 9 s 93 (+ 0,4 m/s), derrière le britannique Zharnel Hughes, auteur de la meilleure performance mondiale de l'année en 9 s 91. Deux semaines plus tard, lors des championnats nationaux, il porte en demi-finale son record à 9 s 89, avant de remporter la finale en 9 s 88, meilleure performance mondiale de l'année. Le 5 juillet, il remporte l'Athletissima de Lausanne sur le 200 m en égalant son record personnel à 19 s 69 (+ 0,4 m/s). Le 20 juillet, il devient le deuxième homme de l'histoire après Usain Bolt à courir 3 fois sous les 19 s 70 en une saison : il s'impose en effet au Meeting Herculis de Monaco en 19 s 65 (+ 0,9 m/s), nouvelle meilleure performance mondiale de l'année, record personnel et record du meeting,.
Le 24 août 2018, il est annoncé qu’il participe à la Coupe continentale à Ostrava sur 100 m et 4 x 100 m au sein de l’équipe des Amériques avec Yohan Blake. Il remporte les deux épreuves, en 10 s 01 et 38 s 05. Pour conclure sa saison, Lyles s'adjuge le 30 août le 200 m des finales de la Ligue de diamant à Zurich en 19 s 67, son deuxième meilleur chrono de la saison.

### Champion du monde du 200 m à Doha (2019)
2e des Relais mondiaux 2019 de Yokohama avec l'équipe des États-Unis derrière le Brésil, il remporte sa première victoire en Ligue de diamant sur 100 m à Shanghai, le 18 mai, où il bat Christian Coleman dans un temps identique de 9 s 86 (record personnel). Sur cette distance, il franchit deux autres fois la barrière des 10 secondes au cours de la saison, à Monaco le 12 juillet où il est battu d'un centième par Justin Gatlin en 9 s 92, et à Zurich le 29 août à l'occasion des finales de la Ligue de diamant où il s'impose en 9 s 98. Il fera cependant l'impasse sur le 100 m pour les championnats du monde afin de privilégier le 200 m, sa distance de prédilection.

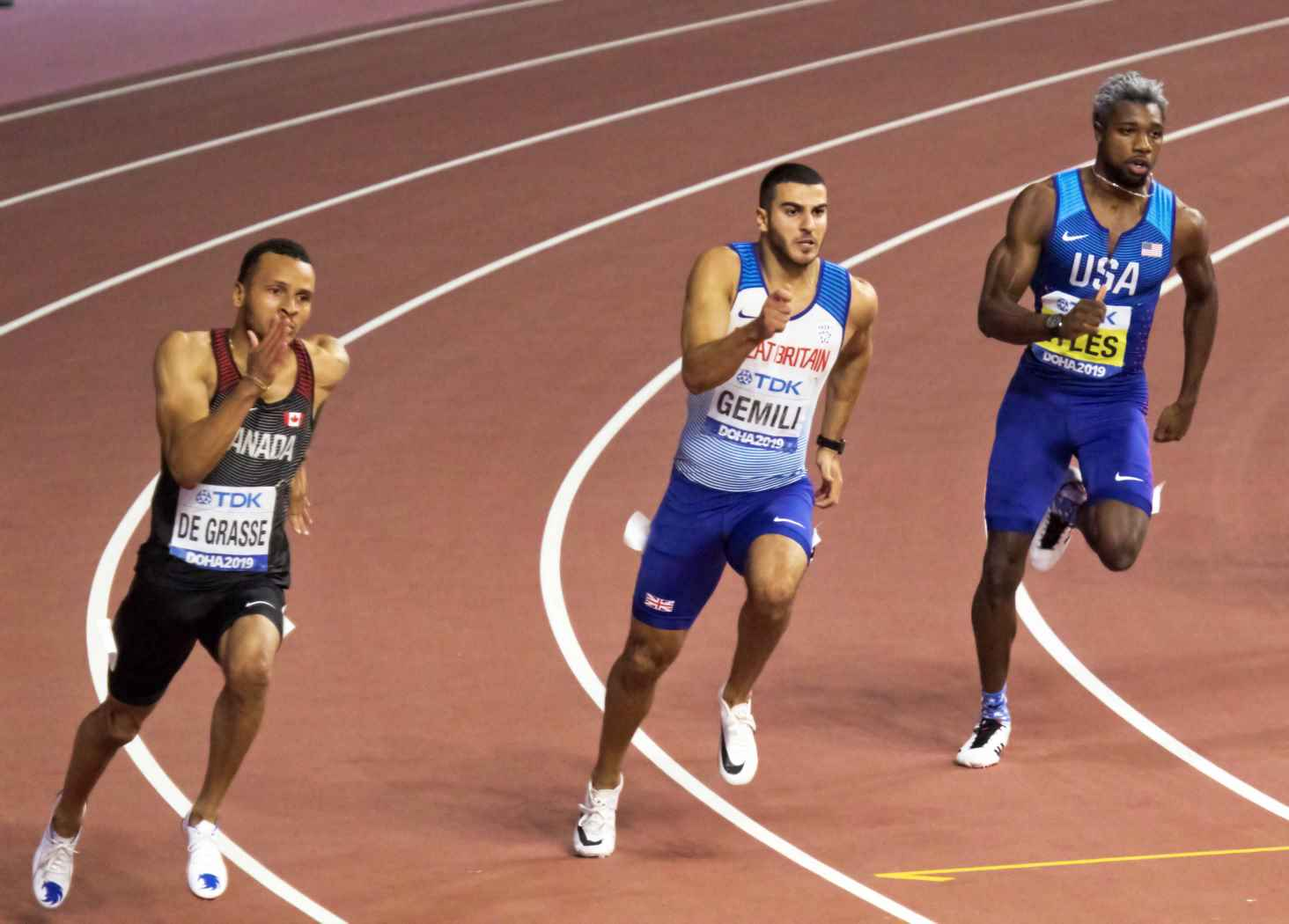
Noah Lyles (à droite) lors du 200 m des championnats du monde 2019.

Il s'essaye également sur 150 m à l'occasion des Boston Games le 17 juin, réalisant en 14 s 69 la quatrième performance mondiale de tous les temps sur la distance, à 34 centièmes du record du monde détenu par Usain Bolt en 14 s 35.
Sur 200 m, il subit sa première défaite le 6 juin lors du Golden Gala à Rome par Michael Norman Jr., 19 s 70 contre 19 s 72. Mais le 5 juillet, lors de l'Athletissima de Lausanne, Lyles devient le 4e meilleur performeur mondial de l'histoire sur la distance en s'imposant en 19 s 50 (- 0,1 m/s), établissant par ailleurs un nouveau record national espoir. Le 6 septembre, il remporte une nouvelle fois le 200 m des finales de la Ligue de diamant à Bruxelles avec un temps de 19 s 74, devant le Turc Ramil Guliyev et le Canadien André De Grasse.
Le 1er octobre 2019, il remporte le titre planétaire sur 200 m aux championnats du monde à Doha, Qatar en 19 s 83, devançant Andre De Grasse et Álex Quiñónez. Il est également sacré champion du monde sur le relais 4 × 100 m avec l'équipe américaine composée de Christian Coleman, Justin Gatlin et Mike Rodgers, établissant le troisième chrono de tous les temps en 37 s 10.

### Saison 2020

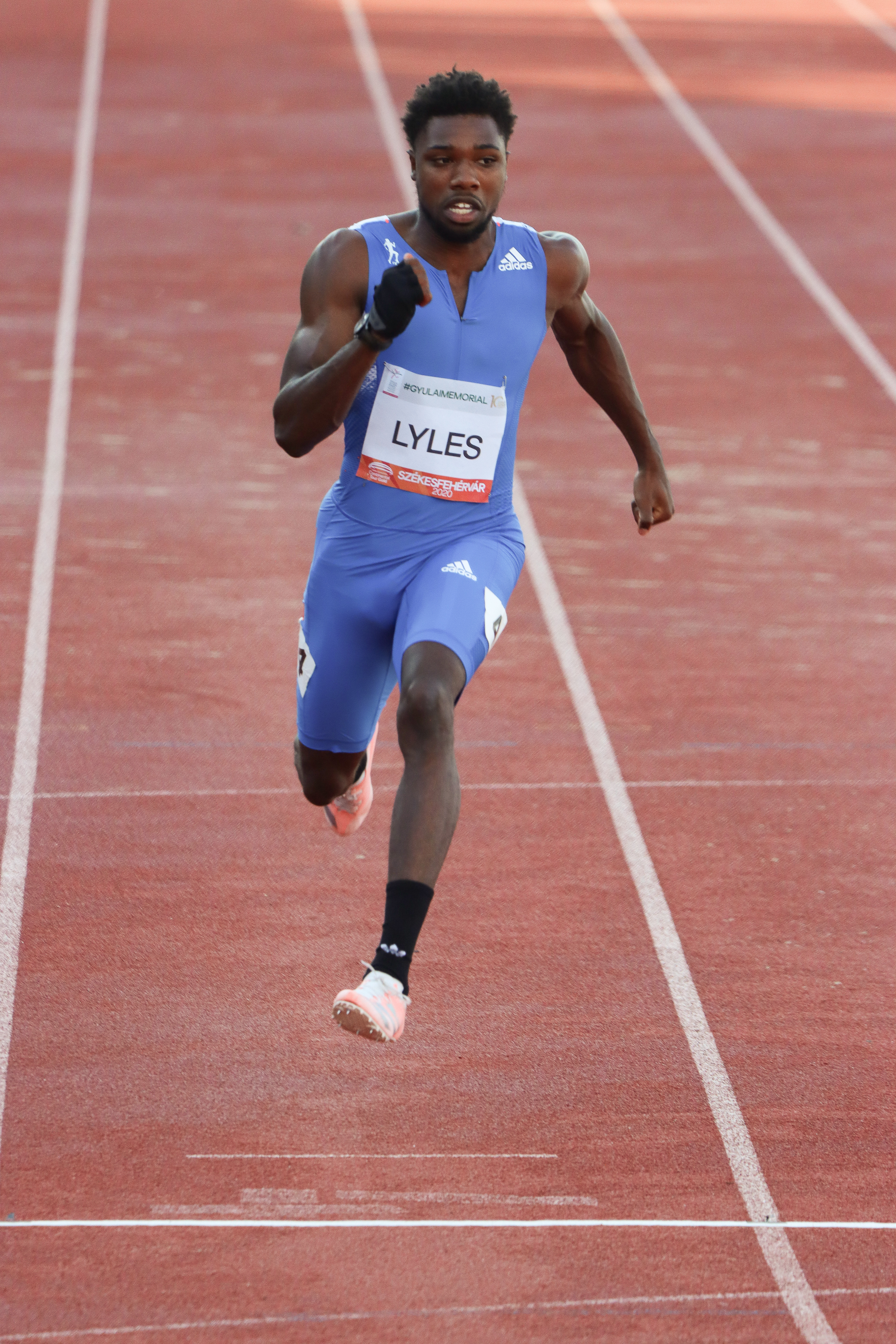
Noah Lyles en 2020 lors du meeting de Székesfehérvár en Hongrie.

Alors que les Jeux Olympiques de Tokyo ont été repoussés à 2021 et que de nombreux meetings internationaux ont été annulés en raison de la pandémie de coronavirus, Noah Lyles effectue sa rentrée le 4 juillet 2020 à Montverde, en Floride, où il est engagé sur 100 m aux côtés de Justin Gatlin et Trayvon Bromell. Sous la pluie, le jeune Américain remporte sa série en 9 s 94, dans une course toutefois trop ventée (+ 4 m/s). Cinq jours plus tard, il retrouve sa discipline de prédilection, le 200 m, à l'occasion des Inspiration Games de Zurich, où il affronte Christophe Lemaitre et Churandy Martina à distance. Avec un temps de 18 s 90, il croit dans un premier temps battre le record du monde de Usain Bolt (19 s 19), sauf qu'en réalité, l'athlète était mal placé sur la ligne de départ et n'a parcouru que 185 m au total. Le 24 juillet, l'Américain s'impose sur 100 m à l'occasion d'un meeting à Clermont en Floride en descendant une nouvelle fois sous les 10 secondes (9 s 93), mais le vent trop fort (+2,3 m/s) empêche une nouvelle fois l'homologation de son chrono. Lors du même meeting, il remporte le 200 m en 19 s 94 (meilleure performance mondiale de l'année), en ayant cette fois bien parcouru la distance totale.
Lors du premier meeting de Ligue de diamant de la saison à Monaco le 14 août, il remporte le 200 m devant son frère Josephus en portant la meilleure performance mondiale de l'année à 19 s 76. Avant le départ, l'Américain avait rendu hommage au mouvement Black Lives Matter aux Etats-Unis en levant un poing ganté de noir, comme l'avaient fait ses compatriotes Tommie Smith et John Carlos aux Jeux Olympiques de Mexico en 1968. Il conclut sa saison au meeting de Székesfehérvár en Hongrie, où il gagne à la fois sur 100 m et 200 m dans les temps modestes de 10 s 05 et 20 s 13.

### Médaillé de bronze olympique sur 200 m (2021)
Dans l'optique des Jeux olympiques de Tokyo, Noah Lyles vise un triplé 100 m - 200 m - 4 × 100 m, ce qui le pousse à se concentrer davantage sur la ligne droite pendant le début de la saison estivale. Lors des séries des sélections olympiques américaines disputées à Eugene, l'athlète américain descend pour la première fois de la saison sous les 10 secondes avec le temps de 9 s 95. Auteur également d'un bon chrono en demies (9 s 97), il se place comme l'un des favoris pour les trois premières places qualificatives pour les JO lors de la finale, mais ne termine finalement que septième en 10 s 05, loin de Fred Kerley qui se classe troisième en 9 s 86. Il se qualifie cependant sur 200 m grâce à sa victoire en finale en 19 s 74, meilleure performance mondiale de l'année. 
À Tokyo, Noah Lyles se fait peur en demi-finale du 200 m en terminant seulement troisième de sa course après avoir relâché dans les derniers mètres, alors qu'il était largement en tête. Il est cependant qualifié au temps en finale mais est placé à l'intérieur au couloir no 3. En tête à l'entrée de la ligne droite, il se fait dépasser par le Canadien Andre de Grasse et son compatriote Kenny Bednarek et doit se contenter de la médaille de bronze avec 19 s 74.

### Deuxième titre mondial sur 200 m (2022)

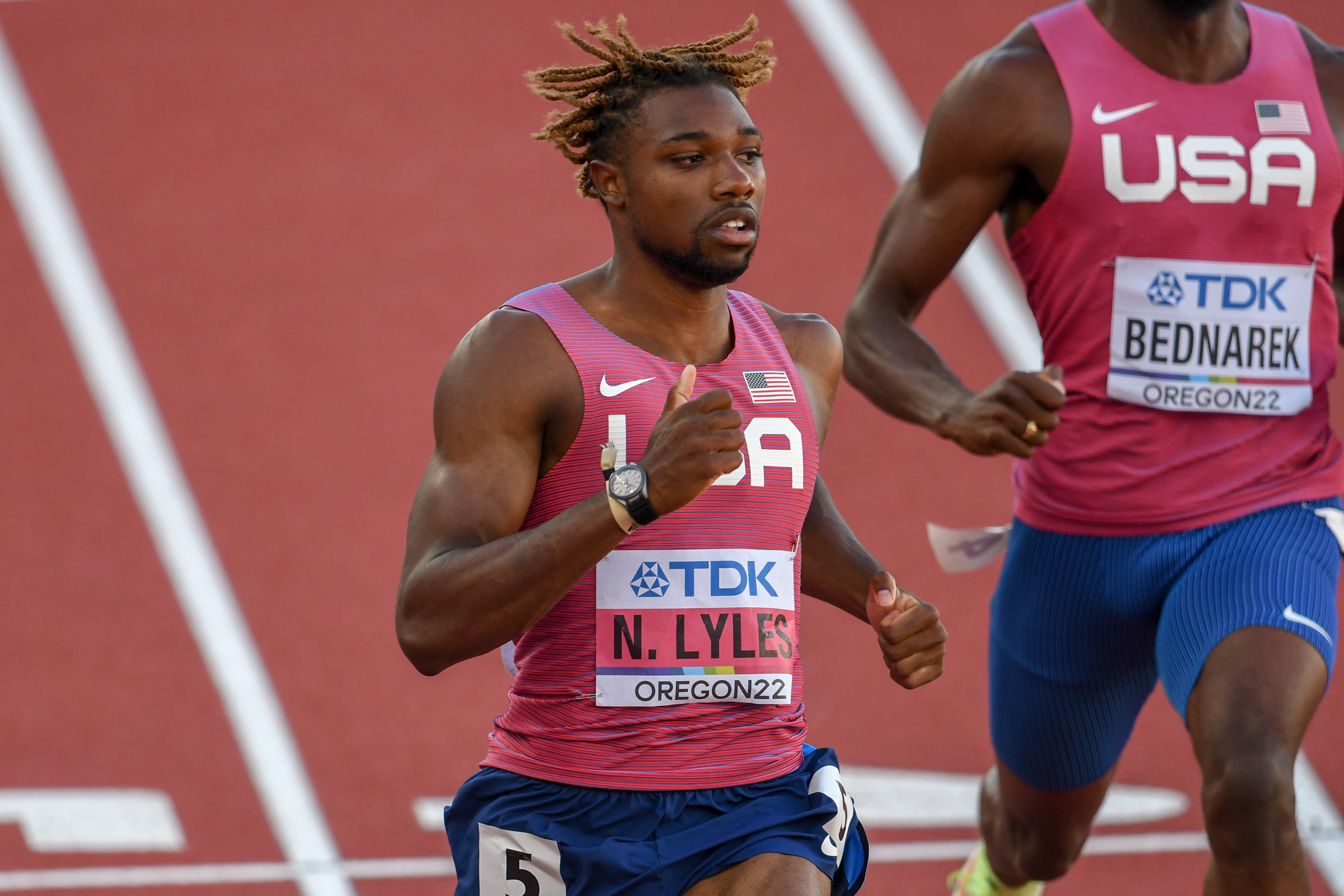
Noah Lyles lors des championnats du monde 2022.

En 2022, il remporte le 200 m championnats des États-Unis en 19 s 67 en devançant de 2/100e de seconde seulement Erriyon Knighton.
Lors des championnats du monde qui se déroulent également à l'Hayward Field de Eugene, Noah Lyles établit le meilleur temps des séries (19 s 98) et le meilleur temps des demi-finales (19 s 62). Le 21 juillet 2022, il s'impose en finale en 19 s 31, devenant le troisième performeur mondial de tous les temps — derrière les Jamaïcains Usain Bolt et Yohan Blake —, et abaissant d'un centième de seconde le record des États-Unis détenu par Michael Johnson depuis les Jeux olympiques d'Atlanta, en 1996. Lyles, qui conserve son titre mondial, devance sur le podium Kenneth Bednarek (19 s 77) et Erriyon Knighton (19 s 80) pour ce qui constitue le deuxième triplé américain de l'histoire sur cette distance après Helsinki 2005. Il remporte la médaille d'argent du relais 4 × 100 m derrière le Canada.
Il remporte la Ligue de diamant 2022 dans l'épreuve du 200 m après s'être imposé lors des meetings de Doha (19 s 72), Monaco (19 s 45), Lausanne (19 s 56) et lors de la finale à Zurich (19 s 52).

### Triplé aux mondiaux de Budapest (2023)

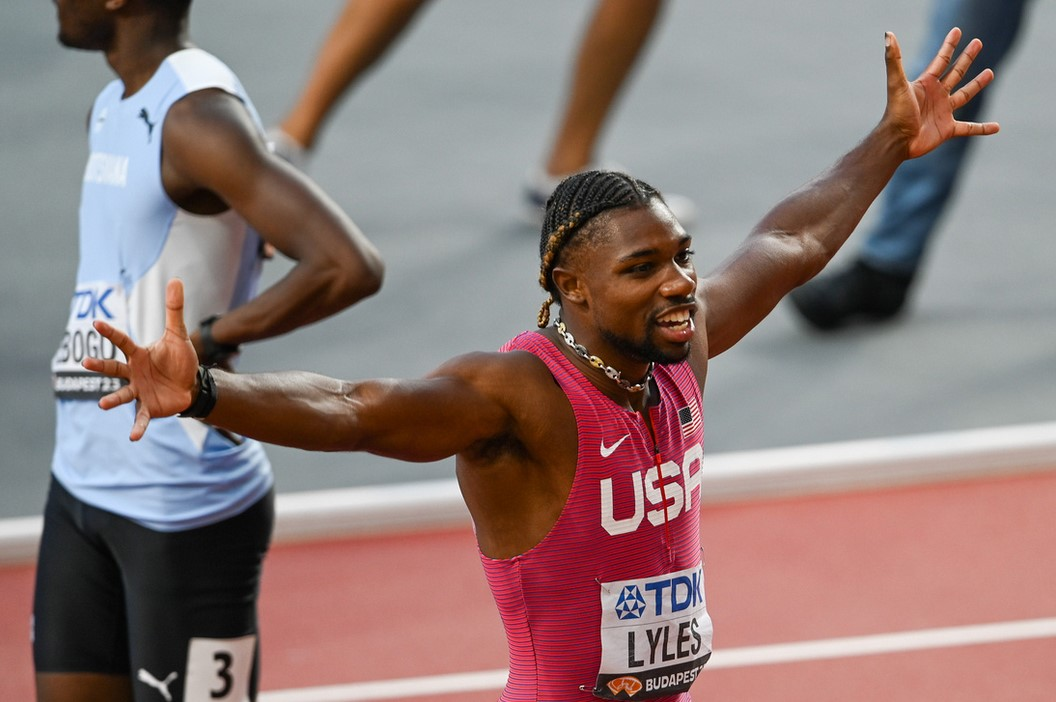
Noah Lyles après son succès sur 100 m lors des championnats du monde 2023.

Auteur de 19 s 67 sur 200 m en juin 2023 à Kingston, Noah Lyles fait l'impasse sur cette discipline lors des championnats des Etats-Unis, étant déjà qualifié pour les championnats du monde en tant que tenant du titre. Il participe néanmoins à Eugene au 100 m et obtient son billet pour les mondiaux de Budapest en se classant troisième de la finale, derrière Cravont Charleston et Christian Coleman, en 10 s 00 après avoir réalisé 9 s 94 en demi-finale. Le 23 juillet lors du London Grand Prix, il établit le temps de 19 s 47 sur 200 m.
En août, lors des championnats du monde, sur 100 m, il établit son meilleur temps de l'année en demi-finale en 9 s 87, puis remporte quelques heures plus tard le titre mondial en 9 s 83, égalant la meilleure performance mondiale de l'année. Il devance de 5/100e de seconde le Botswanais Letsile Tebogo et le Britannique Zharnel Hughes, profitant notamment des éliminations de Fred Kerley et Marcell Jacobs, respectivement champion du monde et champion olympique en titre. Il remporte ensuite l'épreuve du 200 m en 19 s 52, décrochant son troisième titre mondial consécutif, devant Erriyon Knighton et Letsile Tebogo, se situant désormais à une marche d'Usain Bolt, quadruple champion du monde sur cette distance. En fin de compétition, il s'adjuge une troisième médaille d'or au titre du relais 4 × 100 m en compagnie de Christian Coleman, Fred Kerley et Brandon Carnes.

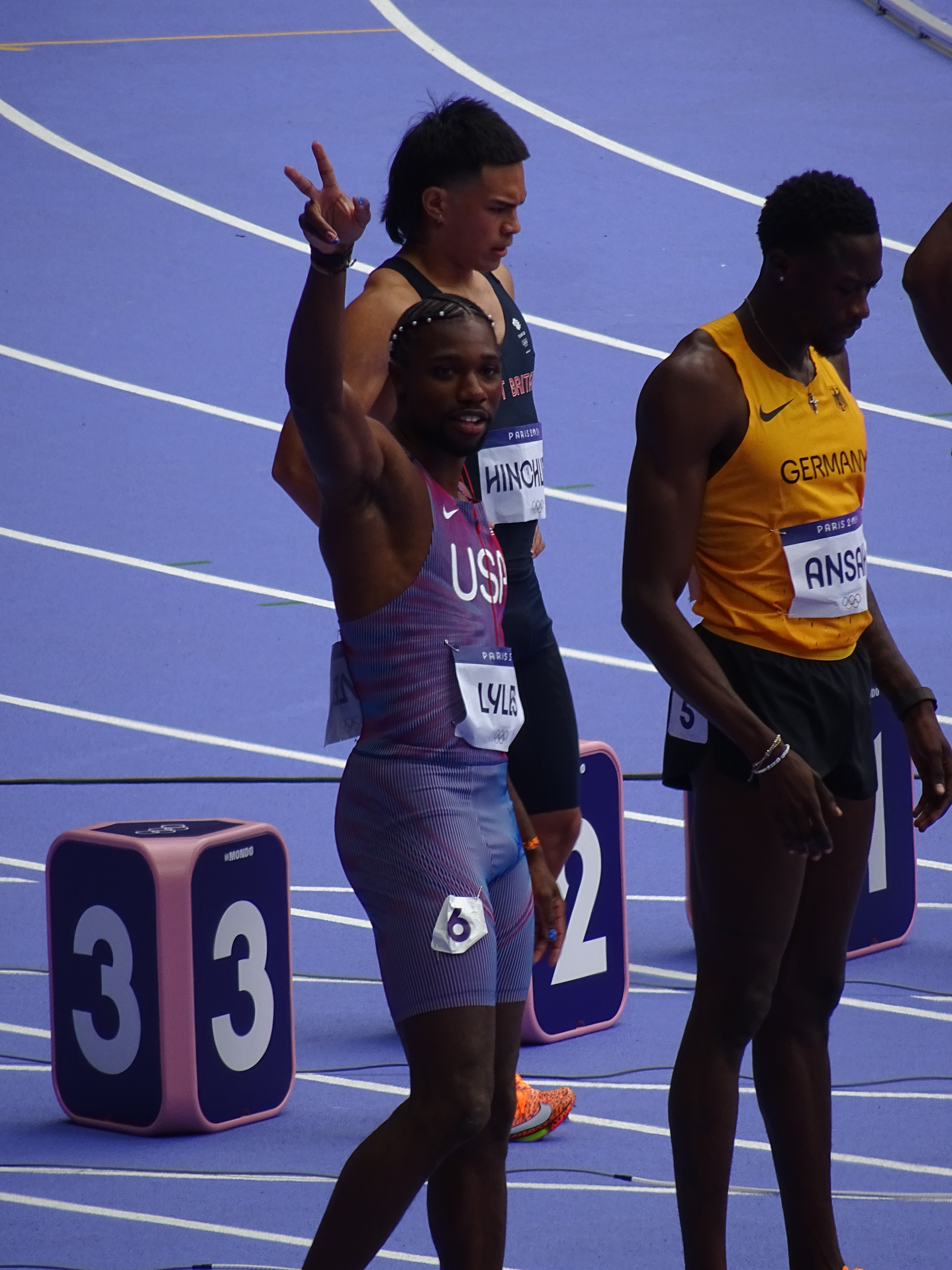
Noah Lyles aux Jeux Olympiques 2024.

### Saison 2024
Lors des championnats du monde en salle se déroulant en mars 2024 à Glasgow, Noah Lyles se classe deuxième du 60 mètres derrière Christian Coleman, et deuxième du relais 4 × 400 m, l'équipe américaine s'inclinant face à la Belgique. Début mai, il remporte le 4 × 100 m des Relais mondiaux à Nassau.
Noah Lyles participe aux deux épreuves de sprint court lors des sélections olympiques américaines se déroulant en juin 2024 à Eugene. Il s'impose dans l'épreuve du 100 m devant Kenneth Bednarek et Fred Kerley, en égalant en finale son record personnel de 9 s 83, puis s'impose quelques jours plus tard dans l'épreuve du 200 m dans le temps de 19 s 53. Le 20 juillet lors du London Grand Prix à Londres, il porte son record personnel sur 100 m à 9 s 81.
Lors du 100 mètres aux Jeux olympiques de Paris 2024, Noah Lyles décroche l'or en 9 s 79 devant Kishane Thompson qui réalise le même chrono. Ces derniers sont départagés à la photo-finish, pour cinq millièmes de secondes. Il a aussi remporté le bronze le 7 août sur les 200 m, bien qu'il ait été révélé qu'après coup qu'il avait été diagnostiqué avec la Covid-19 avant la finale.

## Palmarès

### International
| Date | Compétition                        | Lieu                               | Résultat | Épreuve        | Temps         |
| ---- | ---------------------------------- | ---------------------------------- | -------- | -------------- | ------------- |
| 2013 | Championnats du monde cadets       | Donetsk                            | 2e       | Relais suédois | 1 min 50 s 14 |
| 2014 | Jeux olympiques de la jeunesse     | Nankin                             | 1er      | 200 m          | 20 s 80       |
| 2015 | Championnats panaméricains juniors | Edmonton                           | 2e       | 100 m          | 10 s 18       |
| 2015 | Championnats panaméricains juniors | Edmonton                           | 1er      | 200 m          | 20 s 27       |
| 2016 | Championnats du monde juniors      | Kazan                              | 1er      | 100 m          | 10 s 17       |
| 2016 | Championnats du monde juniors      | Kazan                              | 1er      | 4 × 100 m      | 38 s 93       |
| 2017 | Relais mondiaux                    | Nassau                             | 2e       | 4 × 200 m      | 1 min 19 s 88 |
| 2017 | Ligue de diamant                   | Ligue de diamant                   | 1er      | 200 m          | 20 s 00       |
| 2018 | Ligue de diamant                   | Ligue de diamant                   | 1er      | 200 m          | 19 s 67       |
| 2018 | Coupe continentale                 | Ostrava                            | 1er      | 100 m          | 10 s 01       |
| 2018 | Coupe continentale                 | Ostrava                            | 1er      | 4 × 100 m      | 38 s 05       |
| 2019 | Relais mondiaux                    | Yokohama                           | 2e       | 4 × 100 m      | 38 s 07       |
| 2019 | Ligue de diamant                   | Ligue de diamant                   | 1er      | 100 m          | 9 s 98        |
| 2019 | Ligue de diamant                   | Ligue de diamant                   | 1er      | 200 m          | 19 s 74       |
| 2019 | Championnats du monde              | Doha                               | 1er      | 200 m          | 19 s 83       |
| 2019 | Championnats du monde              | Doha                               | 1er      | 4 × 100 m      | 37 s 10       |
| 2021 | Circuit mondial en salle de l'IAAF | Circuit mondial en salle de l'IAAF | 2e       | 60 m           | 23 pts        |
| 2021 | Jeux olympiques                    | Tokyo                              | 3e       | 200 m          | 19 s 74       |
| 2022 | Championnats du monde              | Eugene                             | 1er      | 200 m          | 19 s 31       |
| 2022 | Championnats du monde              | Eugene                             | 2e       | 4 × 100 m      | 37 s 55       |
| 2022 | Ligue de diamant                   | Ligue de diamant                   | 1er      | 200 m          | 19 s 52       |
| 2023 | Championnats du monde              | Budapest                           | 1er      | 100 m          | 9 s 83        |
| 2023 | Championnats du monde              | Budapest                           | 1er      | 200 m          | 19 s 51       |
| 2023 | Championnats du monde              | Budapest                           | 1er      | 4 × 100 m      | 37 s 38       |
| 2023 | Ligue de diamant                   | Ligue de diamant                   | 2e       | 100 m          | 9 s 85        |
| 2024 | Championnats du monde en salle     | Glasgow                            | 2e       | 60 m           | 6 s 44        |
| 2024 | Championnats du monde en salle     | Glasgow                            | 2e       | 4 × 400 m      | 3 min 02 s 60 |
| 2024 | Relais mondiaux                    | Nassau                             | 1er      | 4 × 100 m      | 37 s 40       |
| 2024 | Jeux olympiques                    | Paris                              | 1er      | 100 m          | 9 s 79        |
| 2024 | Jeux olympiques                    | Paris                              | 3e       | 200 m          | 19 s 70       |

### National
| Date | Compétition                                       | Lieu         | Résultat    | Épreuve | Temps   |
| ---- | ------------------------------------------------- | ------------ | ----------- | ------- | ------- |
| 2013 | Sélections cadets américaines                     | Edwardsville | 3e          | 200 m   | 21 s 62 |
| 2015 | Championnats juniors des États-Unis d'athlétisme  | Eugene       | 1er         | 100 m   | 10 s 14 |
| 2015 | Championnats juniors des États-Unis d'athlétisme  | Eugene       | 1er         | 200 m   | 20 s 18 |
| 2016 | Championnats juniors des États-Unis d'athlétisme  | Clovis       | 2e          | 100 m   | 10 s 18 |
| 2016 | Championnats juniors des États-Unis d'athlétisme  | Clovis       | 1er         | 200 m   | 20 s 27 |
| 2016 | Sélections olympiques américaines d'athlétisme    | Eugene       | 22e         | 100 m   | 10 s 16 |
| 2016 | Sélections olympiques américaines d'athlétisme    | Eugene       | 4e          | 200 m   | 20 s 09 |
| 2017 | Championnats des États-Unis d'athlétisme en salle | Albuquerque  | 1er         | 300 m   | 31 s 87 |
| 2017 | Championnats des États-Unis d'athlétisme          | Sacramento   | 4e (séries) | 200 m   | 20 s 54 |
| 2018 | Championnats des États-Unis d'athlétisme en salle | Albuquerque  | 9e          | 60 m    | 6 s 59  |
| 2018 | Championnats des États-Unis d'athlétisme          | Des Moines   | 1er         | 100 m   | 9 s 88  |
| 2019 | Championnats des États-Unis d'athlétisme          | Des Moines   | 1er         | 200 m   | 19 s 78 |
| 2021 | Sélections olympiques américaines d'athlétisme    | Eugene       | 7e          | 100 m   | 10 s 05 |
| 2021 | Sélections olympiques américaines d'athlétisme    | Eugene       | 1er         | 200 m   | 19 s 74 |
| 2022 | Championnats des États-Unis d'athlétisme          | Eugene       | 1er         | 200 m   | 19 s 67 |
| 2023 | Championnats des États-Unis d'athlétisme          | Eugene       | 3e          | 100 m   | 10 s 00 |
| 2024 | Championnats des États-Unis d'athlétisme en salle | Albuquerque  | 1er         | 60 m    | 6 s 43  |
| 2024 | Sélections olympiques américaines d'athlétisme    | Eugene       | 1er         | 100 m   | 9 s 83  |
| 2024 | Sélections olympiques américaines d'athlétisme    | Eugene       | 1er         | 200 m   | 19 s 53 |
| 2025 | Championnats des États-Unis d'athlétisme          | Eugene       | 1er         | 200 m   | 19 s 63 |

## Records

### Records personnels
| Épreuve      | Temps        | Vent         | Lieu         | Date            |
| En plein air | En plein air | En plein air | En plein air | En plein air    |
| ------------ | ------------ | ------------ | ------------ | --------------- |
| 100 m        | 9 s 79       | +1,0         | Paris        | 4 août 2024     |
| 150 m        | 14 s 41 (NR) | +0,3         | Atlanta      | 18 mai 2024     |
| 200 m        | 19 s 31 (NR) | +0,4         | Eugene       | 22 juillet 2022 |
| 4 × 100 m    | 37 s 10 (NR) |              | Doha         | 25 octobre 2019 |
| En salle     |              |              |              |                 |
| 60 m         | 6 s 43       |              | Albuquerque  | 17 février 2024 |

### Meilleures performances par année
| Année | Temps   | Date             | Lieu       | Rang |
| ----- | ------- | ---------------- | ---------- | ---- |
| 2012  | 11 s 27 | 8 juillet 2012   |            |      |
| 2013  | 10 s 86 | 1er juin 2013    |            |      |
| 2014  | 10 s 45 | 14 juin 2014     | Greensboro |      |
| 2015  | 10 s 14 | 26 juin 2015     | Eugene     | 82   |
| 2016  | 10 s 16 | 2 juillet 2016   | Eugene     |      |
| 2017  | —       |                  |            |      |
| 2018  | 9 s 88  | 22 juin 2018     | Des Moines | 3    |
| 2019  | 9 s 86  | 18 mai 2019      | Shanghai   | 2    |
| 2020  | 10 s 04 | 24 juillet 2020  | Clermont   | 9    |
| 2021  | 9 s 95  | 19 juin 2021     | Eugene     | 10   |
| 2022  | 9 s 95  | 4 septembre 2022 | Berlin     | 15   |
| 2023  | 9 s 83  | 20 août 2023     | Budapest   | 1    |
| 2024  | 9 s 79  | 4 août 2024      | Paris      | 2    |

| Année | Temps   | Date            | Lieu     | Rang |
| ----- | ------- | --------------- | -------- | ---- |
| 2012  | 22 s 18 | 8 juillet 2012  |          |      |
| 2013  | 21 s 26 | 24 mai 2013     |          |      |
| 2014  | 20 s 71 | 22 août 2014    | Nankin   |      |
| 2015  | 20 s 18 | 27 juin 2015    | Eugene   | 28   |
| 2016  | 20 s 09 | 9 juillet 2016  | Eugene   | 17   |
| 2017  | 19 s 90 | 13 mai 2017     | Shanghai | 4    |
| 2018  | 19 s 65 | 20 juillet 2018 | Monaco   | 1    |
| 2019  | 19 s 50 | 5 juillet 2019  | Lausanne | 1    |
| 2020  | 19 s 76 | 14 août 2020    | Monaco   | 1    |
| 2021  | 19 s 52 | 21 août 2021    | Eugene   | 1    |
| 2022  | 19 s 31 | 21 juillet 2022 | Eugene   | 1    |
| 2023  | 19 s 47 | 23 juillet 2023 | Londres  | 1    |
| 2024  | 19 s 53 | 29 juin 2024    | Eugene   | 1    |